# Швабский союз

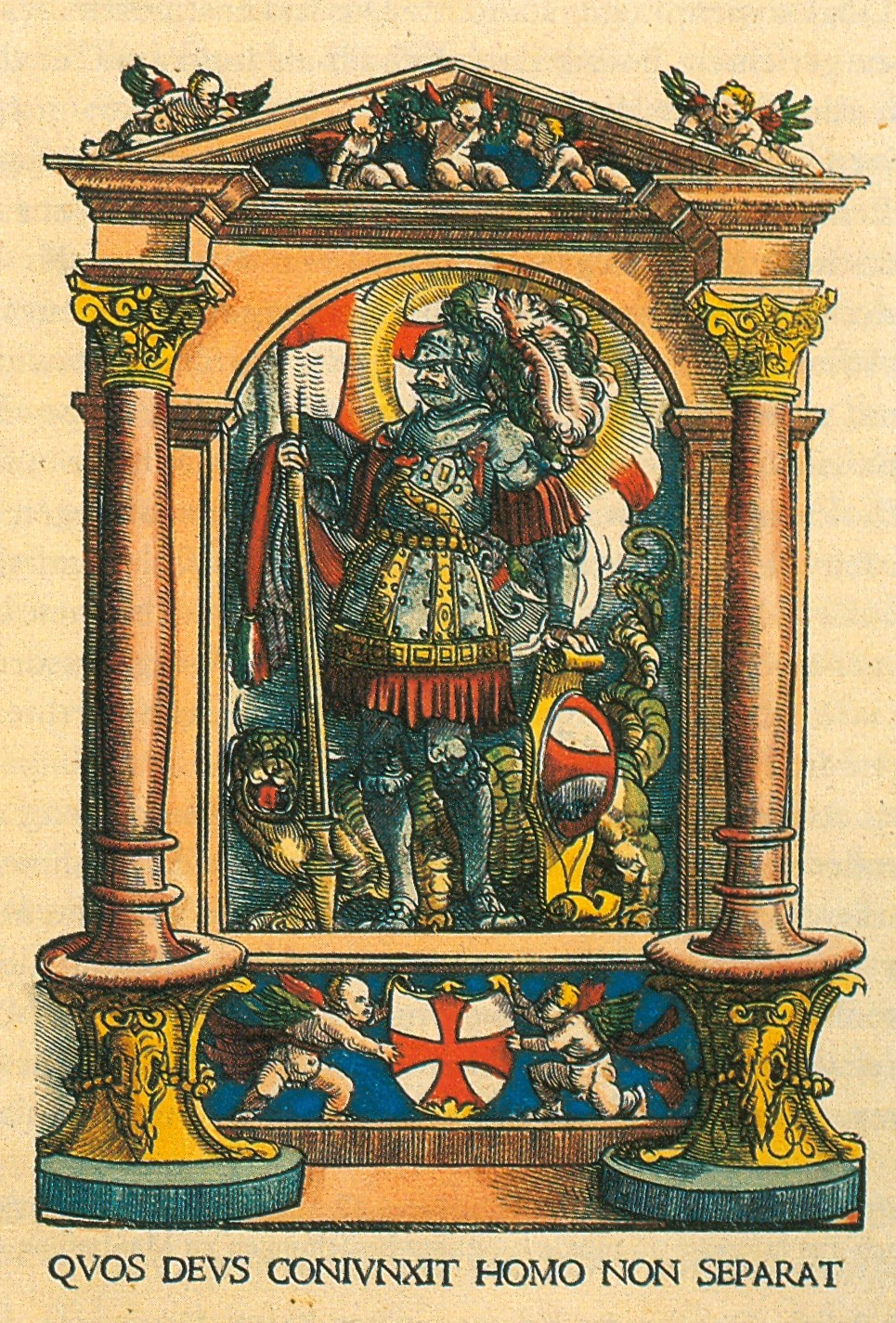
Герб Швабской лиги — Святой Георгий с флагом. Два ангела держат герб — красный крест на белом поле. Девиз: «Кого Бог соединяет, человек не разлучает». Цветная гравюра на дереве, мастерская Ганса Бургкмайра (1522 г).

Шва́бский сою́з (нем. Schwäbischer Bund; 1488—1534 годы) — союз, заключённый городами и князьями Швабии по предложению императора Фридриха III с целью поддержания земского мира в стране.

## История
Проект договора был составлен майнцским архиепископом Бертольдом Хеннебергским и старшиной рыцарского общества святого Георга, и был подписан союзниками 14 февраля 1488 года в Эслингене. Первоначально в состав союза вошли общество святого Георга и 22 Швабских города, к которым позже примкнули герцог Сигизмунд Тирольский, граф Эберхард Вюртембергский, маркграф Бранденбург-Ансбахский, маркграф Баденский Кристоф I, герцог Альбрехт Баварско-Мюнхенский, епископы Аугсбурга и Констанца, ландграф гессенский, епископ Трира и пфальцский курфюрст.
Во главе союза был поставлен союзный совет, состоявший из 3 коллегий: князей, городов, прелатов и дворян; в каждой коллегии было по 9 членов, из которых один назначался старшиной (нем. Hauptmann). Для отражения нападений на членов союза было учреждено союзное войско из 12 тысяч пеших и 1 200 конных солдат; для разрешения споров между членами союза учреждён союзный суд.
Союз первоначально был заключён на 8 лет, но возобновлялся вплоть до 1534 года.
Свою силу союз проявил в борьбе с герцогом Ульрихом Вюртембергским: последний был разбит и изгнан из Швабии.
В 1523 г. армия союза уничтожила 23 замка франконских раубриттера, союзных Томасу фон Абсбергу.
Во время крестьянского восстания 1525 года также энергично действовало союзное войско, под начальством союзного старшины (трухзеса) Георга фон Вальдбурга: при Кёнигсгофене и Ингольштадте оно рассеяло крестьянские полчища. Под влиянием Австрии и Габсбургов союз отдал им Вюртемберг и стал противиться распространению Реформации. Последнее обстоятельство вызвало раскол, приведший к упразднению союза. Когда в 1534 году истёк срок договора, заключённого в 1523 году, союз более не был возобновлён.
Попытки баварского канцлера Экка (в 1535 году) и императора Карла V (в 1547 году) восстановить союз особым успехом не увенчались.